# Showbol
Showbol, também conhecido como Indoor Soccer nos Estados Unidos e Canadá, onde foi criado, é uma modalidade do futebol, adaptado para ser jogado em arena coberta de quadra dura. O showbol foi originalmente desenvolvido como uma forma de jogar futebol durante os meses de inverno, quando a neve e o frio intenso, dificultavam o jogo ao ar livre. Nesses países, os ginásios são adaptados para a prática de showbol. Em outros países, o jogo é jogado em arenas cobertas ou ao ar livre cercadas por paredes, sendo conhecido por diversos nomes, tais como "futbol rapido" no México, showbol na América do Sul, e Masters Football, no Reino Unido.  É a segunda maior modalidade de futebol coberto depois do Futebol de salão.
O showbol tem regulamentos diferentes de outras versões de futebol projetadas para jogos de salão, como futsal e futebol de cinco. Ao contrário do futsal, que é jogado em superfícies de madeira ou cerâmica, o showbol é jogado em relva sintética ou, no caso do Reino Unido, sobre tapete sintético. 
O esporte tem semelhanças com o futebol society. É jogado numa quadra de, aproximadamente, 42 x 22 metros com gramado sintético, com dois tempos de 25 minutos. Durante o jogo as substituições são ilimitadas, e tem a particularidade que a bola se mantém em jogo de forma quase permanente, devido à parede de acrílico transparente que cerca o campo. Sua maior diferença em relação a este último é o fato de que cada equipe, ao invés de sete, possui seis jogadores em cada time.
O esporte possui ligas profissionais no Brasil (Campeonato Brasileiro de Showbol), nos Estados Unidos, Canadá e México (Dentro da Major Arena Soccer League), na Inglaterra e Espanha (Liga de Fútbol Indoor).

## História
Foi criado em 1969 pelo ex-jogador de campo húngaro Joe Martin, que atuou pelo Ferencváros e pela seleção húngara.
No final de sua carreira, Joe foi jogar em Toronto, Canadá e devido às baixas temperaturas do inverno canadense, Martin criou um esporte com as regras do futebol, mas jogado em quadras de futebol de salão. E mais, acrescentou um elemento que dá mais dinâmica às partidas: a tabela.
Na década de 1970 o showbol foi para o Brasil, levado por Francisco Monteiro, e também para a Europa, com amistosos de exibição. Na mesma década foi popular na América do Norte, onde a North American Soccer League, a maior liga de futebol de campo da América do Norte, sancionou torneios de showbol junto ao seu campeonato regular. 

## Regras

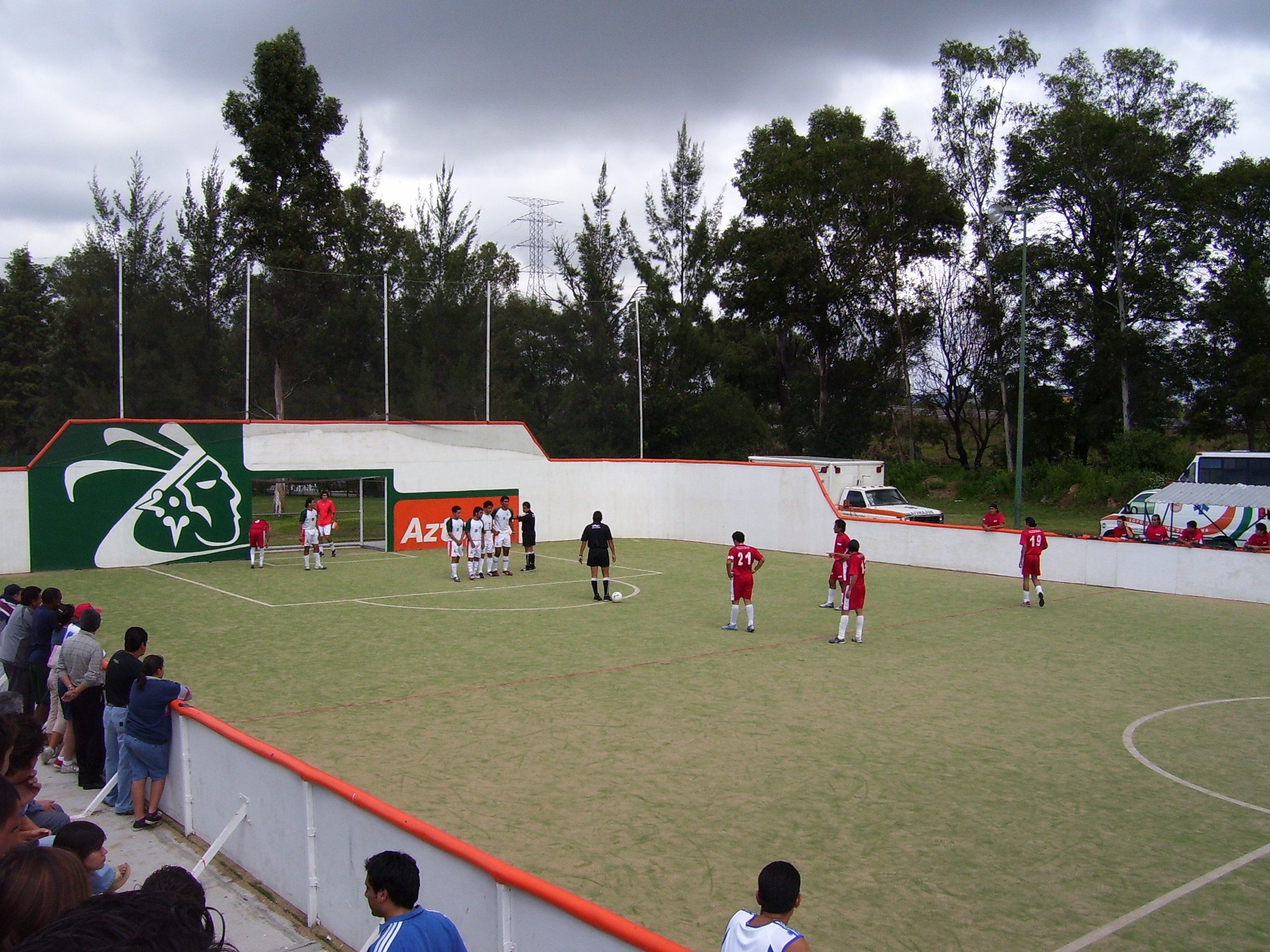
Partida de Showbol universitário no México.

Campo: Retangular com comprimento mínimo de 42 m e máximo de 44 m, largura mínima de 22 m e máxima de 24 m. A quadra é feita obrigatoriamente com grama sintética, e deve ter linhas que definam a área, o meio da quadra e a marca de pênalti.
Bola: deve ter entre 68 e 79 cm de circunferência e entre 410 e 450 gramas. É a mesma bola do futebol de campo.
Jogadores: Os dois times devem contar em campo com 6 jogadores, sendo 5 na linha e 1 goleiro. As substituições entre os jogadores são ilimitadas. E podem acontecer a qualquer momento, sem consulta ao árbitro.
Uniformes: Os jogadores devem jogar com tênis de futebol society (pequenas travas de borracha), ou tênis de futsal. O uniforme tem calção e camisa.
O Árbitro: O jogo é controlado por um único árbitro. Cabe ao árbitro apitar o início e fim do jogo, assim como o início e fim do intervalo. Cabe ao árbitro punir o atleta com cartão azul ou vermelho. O cartão azul é mostrado ao atleta que cometer uma falta grave. Este cartão pune o atleta com dois minutos de suspensão, ficando sua equipe com um atleta a menos durante este período. O vermelho é a expulsão da quadra, ficando a equipe com um atleta a menos até o fim da partida.
Duração de Jogo: O tempo da partida é de duas etapas de 25 minutos cada, com intervalo de 10 minutos. O tempo é corrido e visível no placar. O tempo só é interrompido, quando o árbitro determinar para atendimento médico.
Reinício de Jogo: O início do jogo é determinado por um sorteio entre os capitães das duas equipes. A equipe escolhe se inicia o jogo ou se escolhe o lado da quadra. No segundo tempo inverte o lado da quadra.
Bola dentro e fora de jogo: A bola não sai pelas laterais, pois há uma tabela, a não ser quando passar por cima da tabela. Se a bola sair na defesa do time que a colocou para fora, é marcado pênalti (regra 12). Se a bola sair no ataque do time que a colocou para fora, a bola é reposta em jogo através do goleiro.
O Gol: Será marcado gol quando a bola ultrapassar totalmente a linha da trave. Quem marcar mais gols, vence a partida.
Falta: É marcado falta quando um atleta chutar, golpear, empurrar ou fizer carga excessiva no adversário. A falta será cobrada no ponto exato em que ocorreu a infração. Também será marcada falta quando o atleta colocar a mão na bola intencionalmente.
Pênalti: É marcado pênalti em duas situações. Quando a falta for marcada dentro da área, ou quando a equipe colocar a bola para fora da quadra, por cima da tabela, ainda na sua quadra (defesa).

### Show ball no Brasil
Francisco Monteiro, ex-jogador de futebol conhecido também como Todé, que atuou em alguns clubes do Rio de Janeiro, também foi encerrar sua carreira no Canadá. Lá conheceu Joe Martin e o show ball. Percebendo o potencial do esporte, Todé trouxe o esporte para o Brasil.
A primeira partida disputada no país foi realizada em 1972 no ginásio Maracanãzinho, entre a seleção brasileira e a seleção do resto do mundo.
Depois de quase 30 anos no esquecimento o esporte voltou a ser praticado no país. E voltou com estilo, com a seleção brasileira campeã no primeiro Mundialito de Showbol, realizado na Espanha, em 2006. Em 2007 o Showbol Brasil realizou o Torneio Rio-São Paulo de Showbol, cujo campeão foi o Corinthians.
Vários ex-jogadores brasileiros já tiveram a oportunidade de servir a seleção, dentre eles, Djalminha, Dunga, Mauro Silva, Aldair, Zetti, Müller, Careca, Rick Gorni, Lucas Cachoni e Paulo Victor. Maradona, ex jogador argentino jogou showbol. Garrincha também jogou na partida da seleção brasileira em 1975.

## Seleções

### Conmebol
- Brasil
- Argentina
- Colômbia
- Peru
- Chile
- Uruguai

### CONCACAF
- Guatemala
- Estados Unidos
- México
- Canadá

### UEFA
- Holanda
- Espanha
- Rússia
- Itália
- Portugal
- França

## Campeonatos oficiais

### Clubes

#### Nacionais
- Campeonato Brasileiro de Show ball
- Torneio Brasileiro de Seleções de Show ball

#### Regionais
- / Torneio Rio-São Paulo de Show ball
- / Torneio Rio-Manaus de Showbol

#### Estaduais
- Campeonato Carioca de Show ball
- Campeonato Paulista de Show ball

### Seleções

#### Mundiais
- Copa do Mundo WMF
- Mundialito de Show ball

#### Continentais
- Copa América de Show ball
- EMF miniEURO
- Eurocopa de Show ball